# Парламентские выборы в Марокко (2021)
Парламентские выборы в Марокко прошли 8 сентября 2021 года. Одержала победу партия Национальное объединение независимых, получив 102 места из 395 в Палате представителей парламента Марокко, что на 65 больше чем в 2016 году.

## Избирательная система
Марокко имеет двухпалатный законодательный орган, двумя палатами которого являются Палата советников и Палата представителей. Палата представителей имеет 395 мест, которые избираются на основе пропорционального представительства. Места зарезервированы; 60 выделяются для женщин и 30 выделяются для людей в возрасте до 40 лет, 15 из которых должны быть женщинами.
Министр внутренних дел Абдельуафи Лафтит в сентябре 2020 года заявил, что политическое представительство женщин в Марокко не достигло требуемого уровня. Поправка к закону о выборах предоставила ещё 15 зарезервированных мест для женщин.
Подача запросов на регистрацию избирателей закончилась 31 декабря 2020 года.
Право избирать получили граждане Марокко, которые достигли возраста 18 лет до марта 2021 года.
Предвыборная кампания началась 26 августа 2021 года и включала в себя ряд ограничения из-за пандемии COVID-19. Было запрещено собирать более чем 25 человек в помещении и проводить массовые митинги.

## Результаты
Явка резко возросла с 43 % в 2016 году до 50,35 %, что является рекордным показателем с 2002 года.
| Партия                                | Мест |
| ------------------------------------- | ---- |
| Национальное объединение независимых  | 102  |
| Партия подлинности и современности    | 87   |
| Истикляль                             | 81   |
| Социалистический союз народных сил    | 34   |
| Народное движение                     | 28   |
| Партия прогресса и социализма         | 22   |
| Конституционный союз                  | 18   |
| Партия справедливости и развития      | 13   |
| Демократическое и социальное движение | 5    |
| Федерация демократических левых       | 1    |
| Объединённая социалистическая партия  | 1    |

## Реакция
В связи с поражением своей партии генеральный секретарь Партии справедливости и развития Саад ад-Дин аль-Османи принял решение покинуть свой пост.
Партия справедливости и развития охарактеризовала итоги выборов как «непонятные, нелогичные и не отражающие позицию партии на политической арене».
Министр внутренних дел Абдельуафи Лафтит утром 9 сентября выразил свое удовлетворение результатами выборов, отметив, что они прошли в «наилучших условиях».
Посольство США в Марокко поздравило государство с «с успешным проведением выборов».
Совет Европы заявил, что день выборов в Марокко был «спокойным, упорядоченным и прозрачным в целом, за исключением некоторых процедурных несоответствий, в частности, во время закрытия избирательных участков и подсчёта голосов».